# Sakti (plaats in India)
Sakti is een nagar panchayat (plaats) in het district Janjgir-Champa van de Indiase staat Chhattisgarh. 

## Demografie
Volgens de Indiase volkstelling van 2001 wonen er 20.225 mensen in Sakti, waarvan 51% mannelijk en 49% vrouwelijk is. De plaats heeft een alfabetiseringsgraad van 70%. 